# Morata de Tajuña
Pour les articles homonymes, voir Morata et Tajuña.
Morata de Tajuña est une municipalité de la communauté de Madrid, en Espagne. Elle est située dans la vallée de la rivière Tajuña et compte une population de 7 847 habitants en 2020.

## Géographie

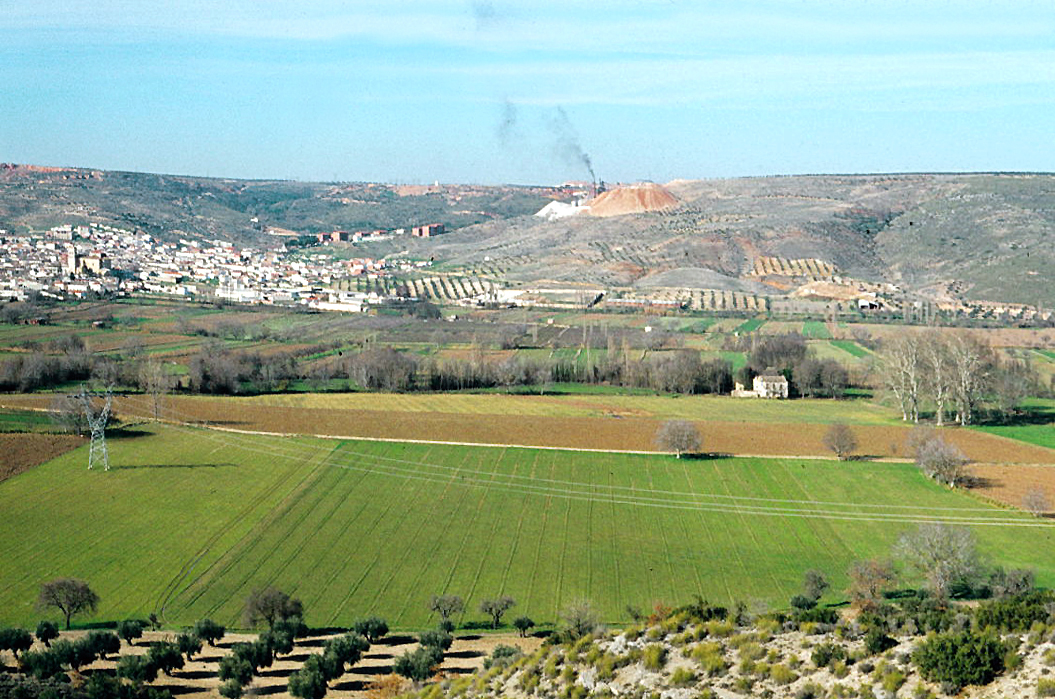
Paysage de la municipalité en 1977.

La ville se situe sur la Meseta Sud (es) dans la comarque de La Alcarria. À la limite au nord se situe Arganda del Rey, au sud Chinchón et Valdelaguna, à l'est Perales de Tajuña et à l'ouest San Martín de la Vega.
Morata de Tajuña est situé sur le cours inférieur de la Tajuña, dans la vallée qui forme la Vega de Morata de Tajuña. Cette rivière prend sa source à Maranchón (Guadalajara) est un affluent du Tage et traverse les provinces de Madrid et de Guadalajara. Les eaux de la rivière sont amplement utilisées pour l'arrosage de cette vaste plaine fertile grâce aux nombreux caceras ou canaux d'irrigation, mais aussi pour fournir une énergie hydraulique aux moulins de farine, comme celui localisé à Morata de Tajuña.

### Transports
La ville compte trois lignes interurbaines et une urbaine. Sur les 3 interurbains, deux d'entre-elles partent de la station de métro Conde de Casal à Madrid. Les lignes interurbaines sont :
- Ligne 330 : Rivas-Vaciamadrid - Arganda del Rey (par l'hôpital) - Morata de Tajuña ;
- Ligne 336 : Madrid (Conde de Casal) - Morata de Tajuña ;
- Ligne 337 : Madrid (Conde de Casal) - Morata de Tajuña - Chinchón - Valdelaguna ;

La ligne urbaine est la ligne 1 : Morata de Tajuña - Île de Taray .

## Histoire

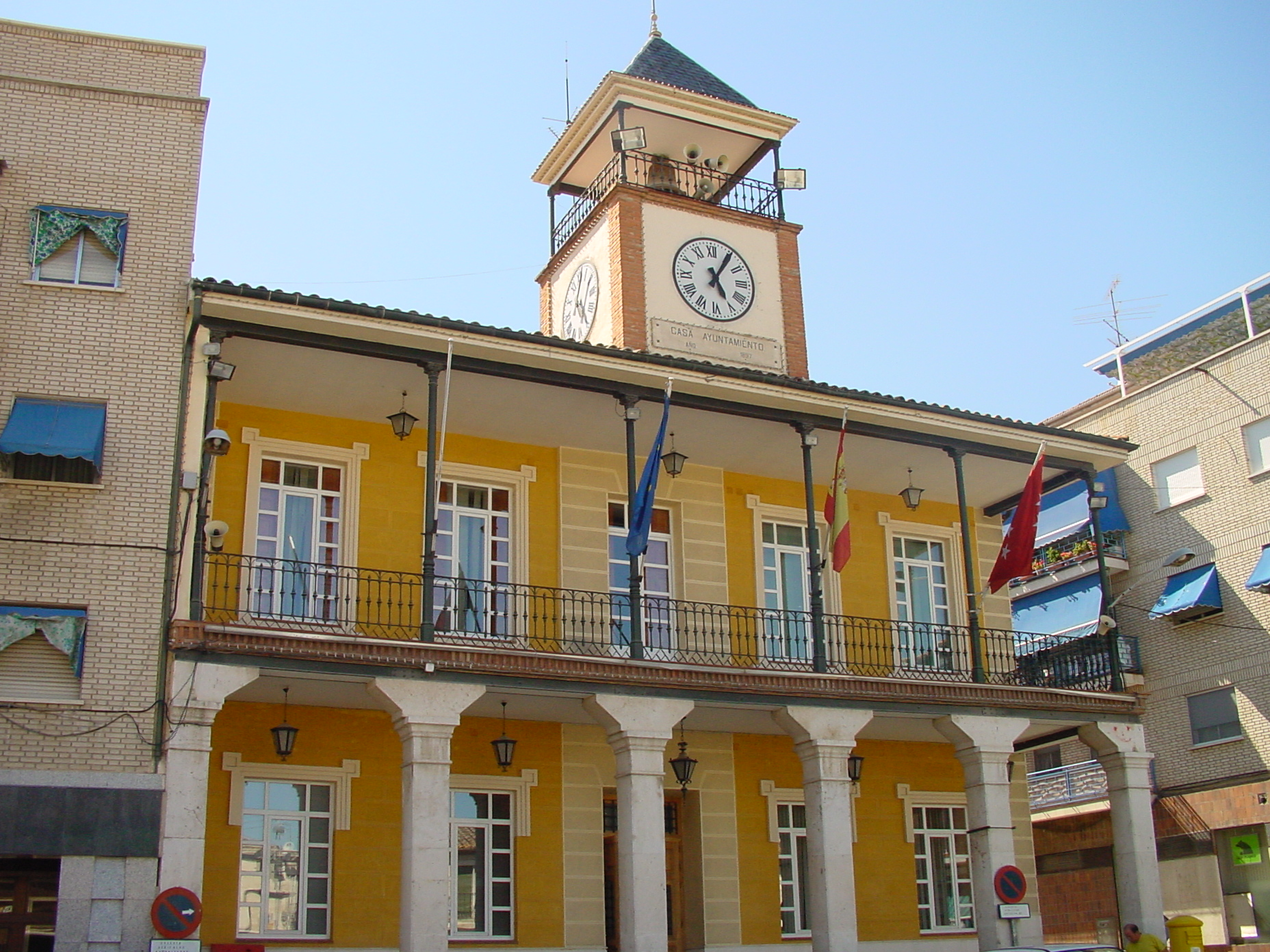
Mairie de Morata de Tajuña.

Le nom de Morata de Tajuña peut trouver son origine dans le fait que son sol se prête très bien pour la plantation de mûriers blancs.
Des objets et des pierres tombales ont été retrouvés dans les environs qui permettent de supposer une fondation antérieure à l'époque romaine, au moment où les hommes préhistoriques abandonnent les grottes près de la rivière et s'installent dans des villages fortifiés avec des huttes construites en boue et en bois.
Après la conquête romaine, les Romains s'installent afin de bénéficier des eaux de la rivière Tajuña ou Tagonius en latin. Les Romains dotent la plaine de Morata d'un réseau d'irrigation que les Arabes vont réutiliser à leur arrivée. Les Romains laissent également leur empreinte dans la toponymie du nom de Morata qui commence à apparaître dans les premiers documents écrits de l'avancée chrétienne dans le secteur.
Au XVe siècle, le mariage d'Hernando Díaz de Benavente avec son épouse Juana Díaz a lieu à Morata, un fait mis en scène dans la pièce La piedad ejecutada (es) de Lope de Vega.
Le nom de la ville est cité dans l'ouvrage de Enrique Pérez Escrich (es) intitulé La envidia.
En 1901, l'arrivée du chemin de fer permet l'ouverture à la circulation d'une extension de la ligne à voie étroite Madrid-Arganda del Rey, qui sera plus tard connue sous le nom de chemin de fer de Tajuña (es). Cette voie ferrée a sa propre gare à Morata de Tajuña, avec des services mixtes de passagers et de fret. La ligne tombe en déclin à partir des années 1950, même si elle reste opérationnelle en tant que chemin de fer industriel jusqu'en 1997.

## Culture
Pendant la Semaine Sainte, le Jeudi Saint, la Passion est célébrée dans la ville, c'est une fête déclarée d'intérêt touristique.
La ville compte deux crèches, une école publique pour l'éducation infantile et primaire et un institut, ainsi qu'un musée consacré à la guerre civile espagnole et un musée ethnologique.

## Annexe